# Antonio Maria Crespi Castoldi

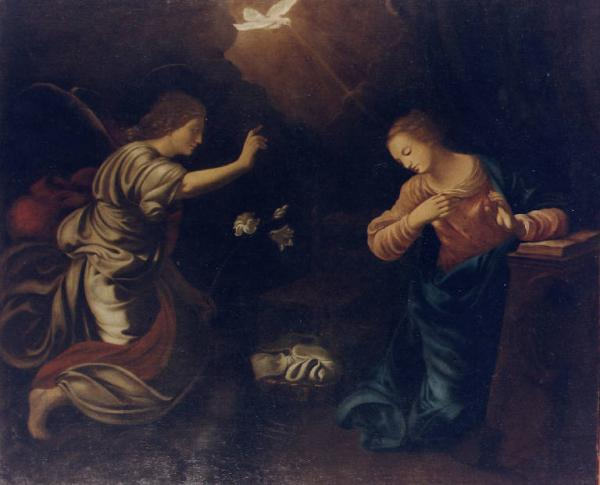
Antonio Maria Crespi Castoldi, Annunciazione, Civiche raccolte d'arte di palazzo Marliani-Cicogna, Busto Arsizio

Antonio Maria Crespi Castoldi, detto il Bustino (Busto Arsizio, 1580 circa – Busto Arsizio, 2 settembre 1630), è stato un pittore italiano.

## Biografia

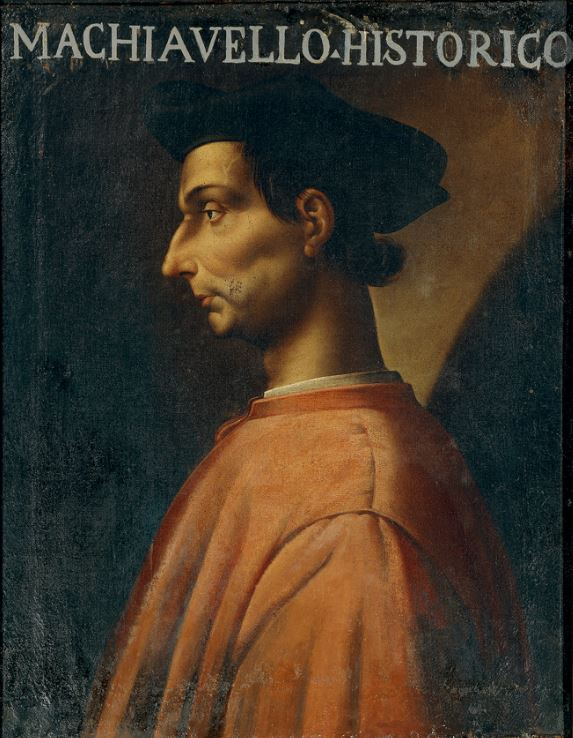
Antonio Maria Crespi Castoldi, Ritratto di Niccolò Machiavelli, Pinacoteca Ambrosiana, Milano

Appartenente ad una famiglia di pittori attivi in Lombardia nel XVII secolo, i Crespi Castoldi, tra i quali figurano Daniele e il più famoso Giovan Battista, operò a Como, dove risiedette nella basilica di San Fedele tra il 1620 e il 1628. Fu probabilmente suo allievo il figlio adottivo Pietro Bianchi; fu imitatore del Morazzone.
Fortemente legato ai linguaggi tradizionali della controriforma e del manierismo, incapace di innovazioni, fu tuttavia insigne e prolifico ritrattista. Le sue opere sono prevalentemente a soggetto religioso, diverse delle quali si trovano nelle chiese di Busto Arsizio. Fu inoltre autore di numerosi ritratti di importanti personalità del Medioevo italiano, molti dei quali conservati ed esposti nella Pinacoteca Ambrosiana di Milano.
Morì di peste il 2 settembre 1630 a Busto Arsizio, sua città natale, pochi giorni prima della morte di uno dei suoi figli e di sua moglie.